# ستيفان سيدلر
ستيفان سيدلر هو سياسي ألماني من أصول دنماركية ينتمي إلى جمعية ناخبي جنوب شليسفيغ، وهو الحزب الذي يمثل مصالح الأقليات الدنماركية والفريزية في ألمانيا. تم انتخابه لعضوية البوندستاغ عن ولاية شلسفيغ هولشتاين في الانتخابات الفيدرالية لعام 2021. مثّل انتخابه المرة الأولى التي تفوز فيها جمعية ناخبي جنوب شليسفيغ بمقعد منذ انتخابات 1949 ‏. خاضت الجمعية آخر انتخابات فيدرالية في عام 1961 ‏